# فلويد كوبر
فلويد كوبر (بالإنجليزية: Floyd Cooper)‏ هو لاعب كرة القدم الكندية أمريكي، ولد في 8 يناير 1956.